# Pietro Vidoni (1610–1681)
Pietro Vidoni (ur. 8 listopada 1610 w Cremonie, zm. 5 stycznia 1681 w Rzymie) – włoski biskup i kardynał, nuncjusz apostolski w Polsce w latach 1652–1660.

## Życiorys
Urodził się w szlacheckiej rodzinie. Był spokrewniony z kardynałem Girolamo Vidonim. Studiował w kilku uniwersytetach italskich, a następnie osiadł w Rzymie. Podczas pontyfikatu papieża Urbana VIII był gubernatorem Rimini, Tivoli, Sabiny, Orvieto i Spoleto. Konsekrowano go na biskupa Lodi 9 października 1644.
Był nuncjuszem w Polsce od 28 maja 1652 do swojej rezygnacji 5 kwietnia 1660. To w czasie odprawianej przez Vidoniego mszy św. przed obrazem Matki Bożej Łaskawej we Lwowie król Polski Jan Kazimierz miał złożyć śluby lwowskie.
Został wyniesiony do godności kardynała prezbitera przez papieża Aleksandra VII podczas konsystorza w dniu 5 kwietnia 1660. Jego kościołem tytularnym stał się kościół św. Kaliksta, od 1673 św. Pankracego za Murami. Był legatem papieskim w Bolonii w 1662. Uczestniczył w konklawe 1669–1670, ale jego wyborowi przeciwstawili się kardynałowie hiszpańscy. Od 1676 sprawował urząd kardynała protektora Polski wobec Stolicy Apostolskiej.
Był kamerlingiem św. Kolegium Kardynałów w latach 1675-1676. Zmarł w Rzymie 5 stycznia 1681. Został pochowany w kościele karmelitów Santa Maria della Vittoria, obok swojego wuja. Wiek później jego krewny o tym samym imieniu został również wybrany kardynałem przez papieża Piusa VII.